# Đà Nẵng
Đà Nẵng Vietnám egyik legjelentősebb kikötővárosa, a Dél-kínai-tenger partvidékén. 2004-ben 752 493 lakosa volt.

## Földrajz
Tőle északra Vietnám korábbi fővárosa, Huế, délre és nyugatra pedig Quảng Nam fekszik. Keletről a Dél-kínai-tenger határolja. 764 km-re található Hanoitól és 964 km-re Ho Si Minh-várostól.

## Történelem
A 16. században Đà Nẵng még egy szegény halászfalu volt. A 18. század során, mikor az európai fejlesztéseknek köszönhetően nagyobb hajók is gond nélkül elérték kikötőjét, fokozatosan felváltotta a Dél addigi központját, Hội Ant.
1858 augusztusában III. Napóleon parancsára francia csapatok szálltak partra, megkezdve a vidék gyarmatosítását. Nevét Tourane-ra változtatták.
A vietnámi háború alatt az amerikaiak jelentősebb légi támaszpontjaik egyikét működtették a városban.
1997-ig Quảng Nam-Đà Nẵng tartomány részeként irányították. 1997-ben kivált, és azóta tartományi jogú városként működik.

## Közlekedés
Repülőtere a Đà Nẵng repülőtér, az ország harmadik legjelentősebb légikikötője.

## Testvérvárosok
- Makaó
- İzmir, Törökország
- Jaroszlavl, Oroszország[4]
- Kaohsziung, Tajvan
- Kunming, Kína
- Hải Phòng, Vietnám
- Nyizsnyij Novgorod, Oroszország[5]
- Oakland, USA
- Pittsburgh, USA